# Тяпкин, Денис
Дени́с Тя́пкин (эст. Deniss Tjapkin; 30 января 1991, Кохтла-Ярве) — эстонский футболист, центральный защитник и опорный полузащитник. Выступал за национальную сборную Эстонии.

## Биография

### Клубная карьера
Воспитанник ДЮСШ города Йыхви, затем занимался в юношеской команде «Алко» (Кохтла-Ярве). В 2008 году дебютировал во взрослой команде этого клуба в одном из низших дивизионов. Затем выступал за более сильный клуб из Кохтла-Ярве — «Лоотус», а также за «Орбит» из Йыхви.
В 2013 году дебютировал в высшем дивизионе Эстонии в составе «Калева» (Силламяэ). За четыре сезона сыграл 130 матчей в чемпионате, становился серебряным и бронзовым призёром.
В 2017—2021 годах выступал за таллинский «Нымме Калью», куда его пригласил бывший тренер «Калева» Сергей Францев. Сыграл более 100 матчей за клуб, становился чемпионом страны в 2018 году и обладателем Суперкубка Эстонии.
В 2022 году провел девять игр в Первой Б лиге за футбольный клуб «Таллинн», по итогам сезона команда стала победителем своей лиги и поднялась в Первую лигу.
8 апреля 2023 года дебютировал за «Феникс» из Йыхви. Летом перешел в городскую команду «Маарду», с которой стал победителем второй лиги Эстонии.

### Карьера в сборной
В 2013—2014 годах сыграл три матча за олимпийскую сборную Эстонии.
В национальной сборной Эстонии дебютировал 19 ноября 2017 года в игре против Фиджи, во время турне сборной по Океании. Стал третьим уроженцем региона Ида-Вирумаа, выходившим на поле в составе сборной Эстонии в XXI веке (после Евгения Новикова и Андрея Сидоренкова). Всего за сборную страны сыграл две игры.

### Футзал
В 2023 году начал играть в высшей лиге Эстонии по футзалу за «Феникс» из Йыхви.

## Достижения
- Чемпион Эстонии: 2018
- Серебряный призёр чемпионата Эстонии (1): 2014
- Бронзовый призёр чемпионата Эстонии (2): 2013, 2017
- Обладатель Суперкубка Эстонии: 2019
- Победитель Первой лиги Б Эстонии: 2022
- Победитель второй лиги Эстонии: 2023

### Футзал
- Финалист кубка Эстонии (1): 2022/23[10]